# Altra storia
Altra storia (nella prima edizione intitolato L'altra storia) è stato un programma televisivo italiano di approfondimento storico andato in onda su LA7 dal 2002 al 2007, curato da Davide Savelli.
Andava in onda inizialmente il martedì in prima serata, per poi essere spostato, dall'ottobre 2003, nella seconda serata del sabato e infine nell'access prime time della domenica. La conduzione era affidata a Sergio Luzzatto e, dal 2003, a Pierluigi Battista.

## La trasmissione
Prodotto dalla OffSide in collaborazione con la casa editrice Einaudi, e successivamente prodotto dalla Wilder, il programma raccontava in ciascuna puntata un fatto storico di costume, politica e società avvenuto in Italia o nel resto del mondo nel XX secolo. Ogni avvenimento veniva proposto al pubblico attraverso una ricostruzione commentata e la proposta di immagini tratte dagli archivi di Rai Teche, dell'Istituto Luce e dell'AAMOD. A corredo delle immagini trasmesse veniva proposta anche l'esperienza di persone comuni, interpellate per raccontare le impressioni e le atmosfere che si respiravano all'epoca dei fatti.
Tra gli argomenti trattati nelle prime edizioni si ricordano il boom economico italiano e il colonialismo, ma anche la rappresentazione del potere attraverso il corpo dei leader italiani che si sono susseguiti nei decenni, da Benito Mussolini a Silvio Berlusconi, e i fatti di costume e i personaggi che hanno segnato l'opinione pubblica del Novecento, come la coppia Fausto Coppi-Gino Bartali.
Nel 2003 l'intera stagione fu incentrata sugli avvenimenti principali della Prima Repubblica. L'edizione 2005 fu dedicata al decennio degli anni ottanta, mentre nel 2006 si affrontarono le tematiche legate alla fine della Prima Repubblica e quindi alle inchieste Mani pulite e Tangentopoli, analizzando anche la contrapposizione tra magistratura e politica che si è creata in quegli anni. Una puntata della serie è stata dedicata al gay pride del 2000.
L'ultima serie del 2007, in onda dal 14 gennaio la domenica alle ore 20.30, era dedicata alla storia della televisione italiana.
Tra gli autori del programma c'erano Sergio Luzzatto, docente di storia all'Università di Torino, Giuseppe Giannotti (anche regista), Giovanni De Luna e Davide Savelli. Le musiche erano di Angelo Talocci.

## Puntate

### Terza stagione (2004)
| Data       | Argomento         | Ospiti             | Share |
| ---------- | ----------------- | ------------------ | ----- |
| 18/9/2004  | Age of Terror 1   | Paolo Mieli        | 1,56% |
| 25/9/2004  | Age of Terror 2   | Khaled Fouad Allam | 1,85% |
| 2/10/2004  | Age of Terror 3   | Giuseppe D'Avanzo  | 2,16% |
| 9/10/2004  | Pacifismo         | Paolo Mieli        | 1,55% |
| 16/10/2004 | Droga             | Alfredo Mantovano  | 1,24% |
| 23/10/2004 | Bancarotta        | Enrico Cisnetto    | 1,72% |
| 10/30/2004 | Kennedy/Reagan    | Paolo Mieli        | 2,07% |
| 6/11/2004  | America Ieri      | Paolo Mieli        | 2,33% |
| 13/11/2004 | Iran              | Bijan Zarmandili   | 2,12% |
| 20/11/2004 | Doping            | Pietro Mennea      | 1,86% |
| 27/11/2004 | Male del calcio 1 | Aldo Biscardi      | 2,81% |
| 4/12/2004  | Male del calcio 2 | Aldo Biscardi      | 2,42% |
| 11/12/2004 | Cefalonia         | Paolo Mieli        | 3,70% |
| 18/12/2004 | Giornalismo       | Paolo Mieli        | 3,27% |

### Quarta stagione (2005)
| Data       | Argomento            | Ospiti                               | Share |
| ---------- | -------------------- | ------------------------------------ | ----- |
| 24/9/2005  | Strage di Bologna    | Giovanni Pellegrino, Paolo Bolognesi | 1,87% |
| 1/10/2005  | Reagan e Thatcher    | Fausto Bertinotti, Mario Monti       | 1,96% |
| 8/10/2005  | Mondiali '82         | Oliviero Beha, Giampiero Mughini     | 1,33% |
| 15/10/2005 | Craxi vs Berlinguer  | Gianni De Michelis, Pietro Marcenaro | 1,13% |
| 22/10/2005 | Tv commerciale       | Fedele Confalonieri, Carlo Freccero  | 1,52% |
| 29/10/2005 | Mafia                | Lino Jannuzzi, Claudio Fava          | 1,93% |
| 5/11/2005  | Pornografia          | Alda D'Eusanio, Massimo Teodori      | 2,16% |
| 12/11/2005 | Donne                | Ritanna Armeni, Anselma Dell'Olio    | 3,16% |
| 19/11/2005 | Nucleare             | Chicco Testa, Massimo Scalia         | 1,65% |
| 26/11/2005 | Borsa                | Paolo Cirino Pomicino, Alan Friedman | 1,40% |
| 3/12/2005  | Milano da bere       | Ombretta Colli, Nando dalla Chiesa   | 1,30% |
| 10/12/2005 | Crollo del comunismo | Nichi Vendola, Renzo Foa             | 1,84% |
| 17/12/2005 | Fine del PCI         | Sandro Curzi, Achille Occhetto       | 3,09% |